# Matt Fox
Pour les articles homonymes, voir Fox.
Matthew Jacob Fox (né le 4 décembre 1982 à Columbus, Ohio, États-Unis) est un ancien lanceur droitier de baseball qui évolue dans la Ligue majeure de baseball pour les Twins du Minnesota et les Red Sox de Boston durant la saison 2010.

## Carrière
Joueur au high school en Floride, Matt Fox est un drafté en sixième ronde par les Diamondbacks de l'Arizona en 2001. Il ne signe pas de contrat avec l'équipe et choisit plutôt d'étudier à l'Université Central Florida à Orlando. Il est repêché au premier tour en 2004 par les Twins du Minnesota.
Fox est utilisé comme lanceur partant et comme releveur dans les ligues mineures. Il fait ses débuts dans les majeures pour Minnesota le 3 septembre 2010, entamant le match des Twins face aux Rangers du Texas.
Il est réclamé au ballottage par les Red Sox de Boston le 9 septembre 2010. Les Sox le relâchent en janvier 2011, avant de lui consentir un contrat des ligues mineures quelques jours plus tard. Fox ne revient pas dans les majeures après un match joué pour les Twins et 4 pour les Red Sox en 2010. Il poursuit sa carrière en ligues mineures jusqu'en 2013avec des clubs affiliés aux Red Sox, aux Mariners de Seattle et aux Mets de New York.